# آه يا ليل يا زمن (فلم)
آه يا ليل يا زمن هو فيلم دراما مصري من إخراج علي رضا وبطولة وردة، رشدي أباظة، عادل أدهم، يوسف شعبان، سمير غانم، سهير الباروني ونظيم شعراوي.

## نبذه
بعد أن جرى تأميم جميع ممتلكات وأموال والدها الباشا بعد ثورة الثالث والعشرين من يوليو 1952، تسافر فاتن ابنة الباشا إلى المغرب لتبحث عن عمل يوفر لها قوت يومها، لتتعرف على إلياس والذي يقنعها بالعمل كمطربة في إحدى الملاهي الليلية، لكن تتغير الأحداث عندما تقابل الضابط المصري محمود.

## طاقم العمل
- وردة بدور فاتن البلتاجوني
- رشدي أباظة بدور محمود شوقي
- عادل أدهم بدور إلياس
- يوسف شعبان بدور دكتور يوسف
- سمير غانم بدور الأمير أشقوان
- سهير الباروني بدور شوشو
- نظيم شعراوي بدور عزمي بك
- مريم فخر الدين بدور زوجة محمود
- صلاح نظمي بدور باشا سابق
- يحيى الفخراني بدور محسن

## أغاني الفيلم
ألف أغاني الفيلم كلٌ من عبد الوهاب محمد، ومحمد حمزة، وسيد مرسي، وعبد الرحيم منصور، ولحنها بليغ حمدي.

## وصلات خارجية
- مقالات تستعمل روابط فنية بلا صلة مع ويكي بيانات